# متلازمة موير توري
متلازمة موير توري (بالإنجليزية: Muir-Torre syndrome)‏، هي متلازمة وراثية سرطانية نادرة موروثة بنمط صبغي جسدي سائد، ويُعتقد أنها نوع فرعي من السرطان القولوني المستقيمي اللاسليلي الوراثي (يُعرف أيضًا بمتلازمة لينش). يكون الأشخاص المصابون بهذه المتلازمة عُرضة للإصابة بسرطانات القولون والقناة البولية التناسلية وآفات جلدية مثل الأورام الشائكية المتقرنة والأورام الزهمية. تتأثر الجينات إم إل إتش 1 (MLH1) وإم إس إتش 2 (MSH2) ومؤخرًا جين إم إس إتش 6 (MSH6) المشاركات في ترميم الدي إن إيه غير المتطابق بهذه المتلازمة.

## الأعراض
تمتاز متلازمة موير توري بما يلي:
- ورم واحد على الأقل في الغدة الزهمية (إمّا أن يكون ورمًا غديًا، أو ورمًا ظهاريًا، أو ورمًا سرطانيًا).
- ورم خبيث داخلي واحد على الأقل.

تُستخدم معايير أمستردام عادة لتشخيص متلازمة لينش ومتلازمة موير توري المحتوية على ما يلي:
- إصابة ثلاث أقارب أو أكثر بسرطان مرتبط بمتلازمة لينش (أي سرطان القولون والمستقيم أو سرطان بطانة الرحم أو سرطان الأمعاء الدقيقة أو سرطان الحالب أو سرطان حوض الكلية)
- تأثر جيلين متتابعين أو أكثر بالسرطان

- إصابة شخص واحد أو أكثر بالسرطان وقريب من الدرجة الأولى للإثنين الآخرين، وتشخيص حالة واحدة على الأقل من سرطان القولون والمستقيم قبل عمر 50 سنة، واستبعاد تشخيص داء السلائل الورمي الغدي العائلي، وتأكيد وجود الأورام بواسطة الفحص النسيجي.

متلازمة موير توري هي حالة جينية. ترتبط الطفرات في جينات إم إل إتش 1 وإم إس إتش 2 بظهور هذا المرض. تُشارك هذه الجينات في ترميم الدي إن إيه غير المتطابق، وتزيد الطفرات الحاصلة فيها من خطر الإصابة بالأورام السرطانية. 
لا يتأثر العديد من المرضى بمتلازمة موير توري حتى وإن كانوا يعانون من أورام زهمية مع طفرات في جينات إم إس إتش 2 وإم إل إتش 1. صُمم حرز مايو موير توري للخطورة من أجل تحسين القيمة التنبؤية الموجبة لفحوصات الكيمياء الهيستولوجية المناعية وتقليل نسبة الاكتشاف الإيجابي الزائف. يُحدد حرز مايو موير توري للخطورة نقاطًا مستندة على سماتٍ عديدة. يُشير إحراز نقطتين أو أكثر فيه إلى وجود قيمة تنبؤية موجبة عالية للإصابة بمتلازمة موير توري، في حين تقل احتمالية الإصابة بمتلازمة موير توري في حال إحراز نقطة واحدة أو أقل.
حرز مايو موير توري للخطورة:
1. عمر الإصابة بأول ورم زهمي: أقل من 60 سنة= نقطة واحدة، وصفر من النقاط خلاف ذلك.
2. المجموع الكلي للأورام الزهمية: ورم واحد= صفر من النقاط، أكثر من اثنين= نقطتين
3. تاريخ مرضي شخصي للإصابة بأحد السرطانات المرتبطة بمتلازمة لينش: لا= صفر من النقاط، نعم= نقطة واحدة
4. تاريخ مرضي عائلي للإصابة بأحد السرطانات المرتبطة بمتلازمة لينش: كلا= صفر من النقاط، نعم= نقطة واحدة

أكثر السرطانات الداخلية المرتبطة بمتلازمة موير توري بالترتيب حسب نسبة حصولها: سرطان القولون والمستقيم (56%) وسرطان القناة البولية التناسلية (22%) وسرطان الأمعاء الدقيقة (4%) وسرطان الثدي (4%)، بالإضافة إلى تسجيل حالات أخرى من السرطانات الداخلية. 

## السبب

### التداخل الجيني مع متلازمة تركو
أُجريت دراستان على مرضى مصابين بمتلازمة موير توري ومتلازمة تركو. يُعتقد وجود نوعٍ من التداخل الجيني بين هاتين المتلازمتين. ترتبط كِلا المتلازمتين بعيوب في جينات إم إل إتش 1 وإم إس إتش 2. 
في إحدى الدراسات، أظهر مريض مصاب بعيوب في جينات إم إس إتش 2 وإم إس إتش 6 المسؤولة عن ترميم الدي إن إيه غير المتطابق أعراضًا مرتبطة بكلا المتلازمتين. كانت هذه أول حالة لمريض يُشخص بتداخلٍ بين هاتين المتلازمتين مع امتلاكه لتغييرات في النمط الجيني منسجمة مع السرطان القولوني المستقيمي اللاسليلي الوراثي. بالإضافة إلى إصابته بأورام في الغدة الزهمية، فقد أُصيب بأورام دماغيةٍ أيضًا، وهي أحد العلامات المُميزة لمتلازمة تركو.

## العلاج
تُستخدم فحوصات الكيمياء الهيستولوجية المناعية بشكلٍ متزايد حاليًا لتشخيص المرضى المُرجح إصابتهم بمتلازمة موير توري. بسبب قلة مصادفة الأورام الزهمية، وموثوقية وانتشار فحوصات الكيمياء الهيستولوجية المناعية، فقد أوصى الباحثون باستعمالها في التشخيص. يُساعد اكتشاف بروتينات ترميم الدي إن إيه غير المتطابق من خلال فحوصات الكيمياء الهيستولوجية المناعية الروتيني في تشخيص نقص جينات ترميم الدي إن إيه الوراثي.
تُعالج متلازمة موير توري عادة بأخذ عقار الآيزوتريتينوين عن طريق الفم. وُجد أن هذا العقار يمنع تطور الأورام لدى هؤلاء المرضى.
يجب أن  يخضع المرضى المصابون بمتلازمة موير توري لكشف دوري صارم عن سرطان القولون والمستقيم وسرطانات أخرى كما هو الحال في المرضى المصابين بمتلازمة لينش. يشتمل هذا الكشف على إجراء تنظير للقولون بشكل دوري ومبكر وتصاوير شعاعية للثدي وتقييم طبي لحالة الجلد وتصويرًا شعاعيًا للبطن والحوض.

## الانتشار
لوحظ حصول متلازمة موير توري في 14 من أصل 50 عائلة (28%) وفي 14 من أصل 152 شخص (9.2%) مصابين بمتلازمة لينش، أو بما يُعرف باسم السرطان القولوني المستقيمي اللاسليلي الوراثي.
يتورط اثنان من بروتينات ترميم الدي إن إيه غير المتطابق وهما إم إل إتش1 وإم إس إتش 2 في نشوء هذه المتلازمة. ترتبط 70% من حالات متلازمة موير توري تقريبًا بعدم استقرار الساتل الميكروي. في الوقت الذي يتوزع اضطراب الخط الإنتاشي لجينات إم إل إتش 1 وإم إس إتش 2 بشكل متكافئ في متلازمة لينش، فإن اضطراب جين إم إس إتش 2 موجود لدى أكثر من 90% من مرضى متلازمة موير توري. 
يعَد سرطانا الجهاز الهضمي والقناة البولية التناسلية السرطانين الداخليين الأشيع. سرطان القولون والمستقيم هو الورم الحشوي الأشيع لدى المرضى المصابين بمتلازمة موير توري.

## التسمية
سُميت هذه المتلازمة على اسم الأطباء إي جي موير ودي توري. لاحظ الطبيب البريطاني موير تطور عدة سرطانات داخلية في عمر يافع لدى مريض مصاب بعدة أورام شائكية متقرنة. قدّم توري نتائجه في اجتماع لجمعية أطباء الجلد في نيويورك. 
في ثمانينيات القرن العشرين، لاحظ الأستاذ هينري لينش في جامعة كريتون حصول حالات كثيرة لمتلازمة توري لدى العائلات التي تعاني من متلازمة لينش.